# Línea M-161 (Campo de Gibraltar)
La Línea M-161 es una ruta de transporte público en autobús del Consorcio de Transporte Metropolitano del Campo de Gibraltar. Su denominación es Barbate-Algeciras, y se trata del tramo de la línea Rota-Algeciras que circula por el territorio del Campo de Gibraltar, integrado en el sistema tarifario del consorcio. Une Algeciras con Barbate, pasando por Tarifa y sus pedanías, y continúa hasta Rota.
Desde 2012 esta línea circula solo de junio a septiembre, una vez al día. Durante el verano complementa a la línea M-160, que realiza el mismo recorrido entre Algeciras y Tahivilla durante todo el año. A diferencia de la M-160, esta línea no para en todas las paradas metropolitanas, solo en las más importantes.